# Alfonso de la Cerda «el de España»

Escudo de armas de Alfonso de la Cerda "el de España", fruto de la unión del escudo de Castilla y León, usado por ser descendiente de Alfonso X el Sabio, rey de Castilla y León, y del Reino de Francia.

Alfonso de la Cerda, llamado «el de España», (Francia, 1289-Gentilly-Francia, 15 de abril de 1327), fue arcediano de París hasta 1322, I señor de Lunel en 1324, I señor de Tafalla y Caparroso en julio de 1325 y gobernador de Languedoc.

## Origen familiar
Fue hijo del infante de Castilla Alfonso de la Cerda, llamado «el Desheredado» y de Mahalda de Brienne-Eu.

## Matrimonio y descendencia
Contrajo matrimonio en Flandes en 1325 con Isabelle d'Antoing, vizcondesa de Gante, fallecida en 1364, hija única de Hugo VI, señor de Antoing y de María, vizcondesa de Gante. De este matrimonio nació un hijo: 
- Carlos de España (1326-l'Aigle, 6 de enero de 1354), señor de Lunel en 1327, condestable de Francia en 1347 y conde de Angulema en 1352, así como gobernador de Picardía y de Artois. Casó en 1351 con Margarita de Bretaña, señora de Aigle (Normandía), hija de Carlos de Châtillón-Blois, duque de Bretaña, y de Juana de Bretaña, condesa de Penthiève. Murió sin descendencia, asesinado, supuestamente por orden de Carlos II de Navarra.